# Hilarion (Radonić)
Hilarion, imię świeckie Žarko Radonić (ur. 8 września 1871 w Molu, zm. 4 marca 1932 w Osijeku) – serbski biskup prawosławny.

## Życiorys
Ukończył gimnazjum serbskie w Nowym Sadzie i seminarium duchowne w Sremskich Karlovcach. Następnie rozpoczął studia prawnicze w Egerze, ukończył je w Peszcie. Wyjechał do Reljeva, gdzie został zatrudniony w serbskim seminarium duchownym. 3 października 1899 został wyświęcony na diakona, zaś osiem dni później – na kapłana.
14 grudnia 1909 został nominowany na biskupa zwornicko-tuzlańskiego przez Święty Synod Patriarchatu Konstantynopolitańskiego; chirotonię biskupią przyjął 15 maja 1910 w Tuzli. Po I wojnie światowej i powstaniu Królestwa SHS brał udział w ujednolicaniu struktur kościelnych na ziemiach, które weszły w skład nowego państwa, i odtworzeniu Patriarchatu Serbii.
Na własną prośbę w 1922 objął katedrę vršacką, na której pozostał siedem lat. W 1929 odszedł w stan spoczynku z powodu złego stanu zdrowia. Zmarł trzy lata później i został pochowany na cmentarzu miejskim w Osijeku.